# Vietnam ai Giochi olimpici
Il Vietnam ha partecipato per la prima volta ai Giochi olimpici nell'edizione di Helsinki 1952. Dopo la divisione dello stato in due, avvenuta nel 1954, il solo Vietnam del Sud fu presente ai Giochi fino a Monaco di Baviera 1972. Dopo l'unificazione, il Vietnam partecipò ai Giochi di Mosca 1980 e quindi, ininterrottamente, da Seul 1988 in poi. Non ha invece mai preso parte ai giochi olimpici invernali. Gli atleti vietnamiti hanno vinto in totale quattro medaglie, tre d'argento e una d'oro.
Il Comitato Olimpico Vietnamita, fondato nel 1976, è stato riconosciuto dal CIO nel 1979.
Il 6 agosto 2016 il tiratore Hoàng Xuân Vinh è stato il primo vietnamita a vincere una medaglia d'oro olimpica per il suo paese. Vincendo anche la medaglia d'argento nella pistola da 50 metri è diventato il primo atleta vietnamita olimpico pluripremiato.

## Medagliere storico

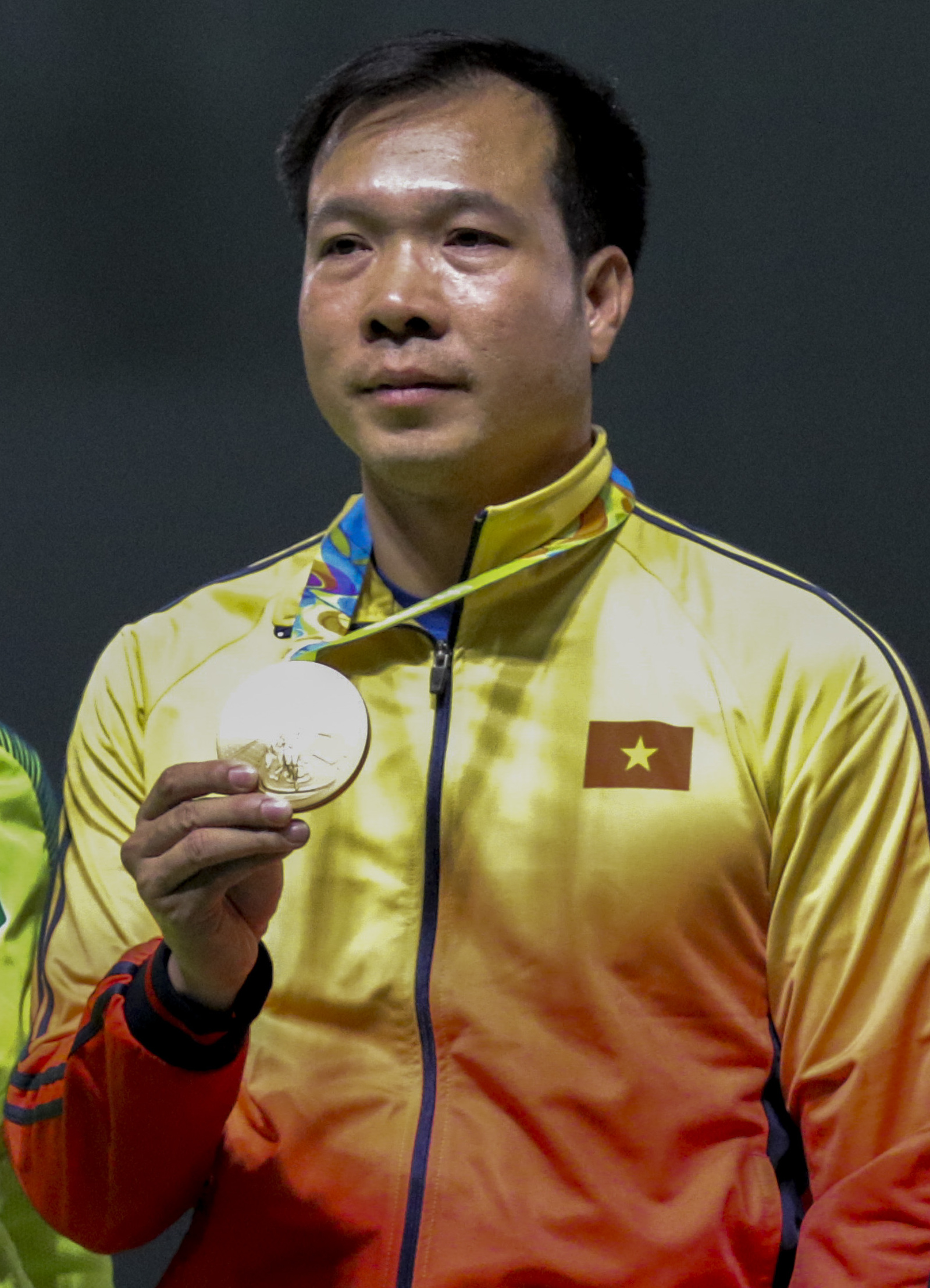
Hoàng Xuân Vinh premiato con la medaglia d'oro alle Olimpiadi di Rio de Janeiro nel 2016

| Giochi                 | Oro              | Argento          | Bronzo           | Totale           |
| ---------------------- | ---------------- | ---------------- | ---------------- | ---------------- |
| Helsinki 1952          | 0                | 0                | 0                | 0                |
| Melbourne 1956         | 0                | 0                | 0                | 0                |
| Roma 1960              | 0                | 0                | 0                | 0                |
| Tokyo 1964             | 0                | 0                | 0                | 0                |
| Città del Messico 1968 | 0                | 0                | 0                | 0                |
| Monaco di Baviera 1972 | 0                | 0                | 0                | 0                |
| Montréal 1976          | non partecipante | non partecipante | non partecipante | non partecipante |
| Mosca 1980             | 0                | 0                | 0                | 0                |
| Los Angeles 1984       | non partecipante | non partecipante | non partecipante | non partecipante |
| Seul 1988              | 0                | 0                | 0                | 0                |
| Barcellona 1992        | 0                | 0                | 0                | 0                |
| Atlanta 1996           | 0                | 0                | 0                | 0                |
| Sydney 2000            | 0                | 1                | 0                | 1                |
| Atene 2004             | 0                | 0                | 0                | 0                |
| Pechino 2008           | 0                | 1                | 0                | 1                |
| Londra 2012            | 0                | 0                | 0                | 0                |
| Rio de Janeiro 2016    | 1                | 1                | 0                | 2                |
| Tokyo 2020             | 0                | 0                | 0                | 0                |
| Parigi 2024            | 0                | 0                | 0                | 0                |
| Totale                 | 1                | 3                | 0                | 4                |

## Medagliere per sport
| Giochi            | Oro | Argento | Bronzo | Totale |
| ----------------- | --- | ------- | ------ | ------ |
| Sollevamento pesi | 0   | 1       | 0      | 1      |
| Taekwondo         | 0   | 1       | 0      | 1      |
| Tiro a segno      | 1   | 1       | 0      | 2      |

## Medagliati
| Medaglia | Atleta          | Edizione            | Sport             | Evento                                   |
| Argento  | Trần Hiếu Ngân  | Sydney 2000         | Taekwondo         | Categoria 57 kg femminile                |
| Argento  | Hoàng Anh Tuấn  | Pechino 2008        | Sollevamento pesi | Categoria 56 kg maschile                 |
| Oro      | Hoàng Xuân Vinh | Rio de Janeiro 2016 | Tiro a segno      | Pistola 10 metri aria compressa maschile |
| Argento  | Hoàng Xuân Vinh | Rio de Janeiro 2016 | Tiro a segno      | Pistola 50 metri maschile                |